# Schloss Dietmanns

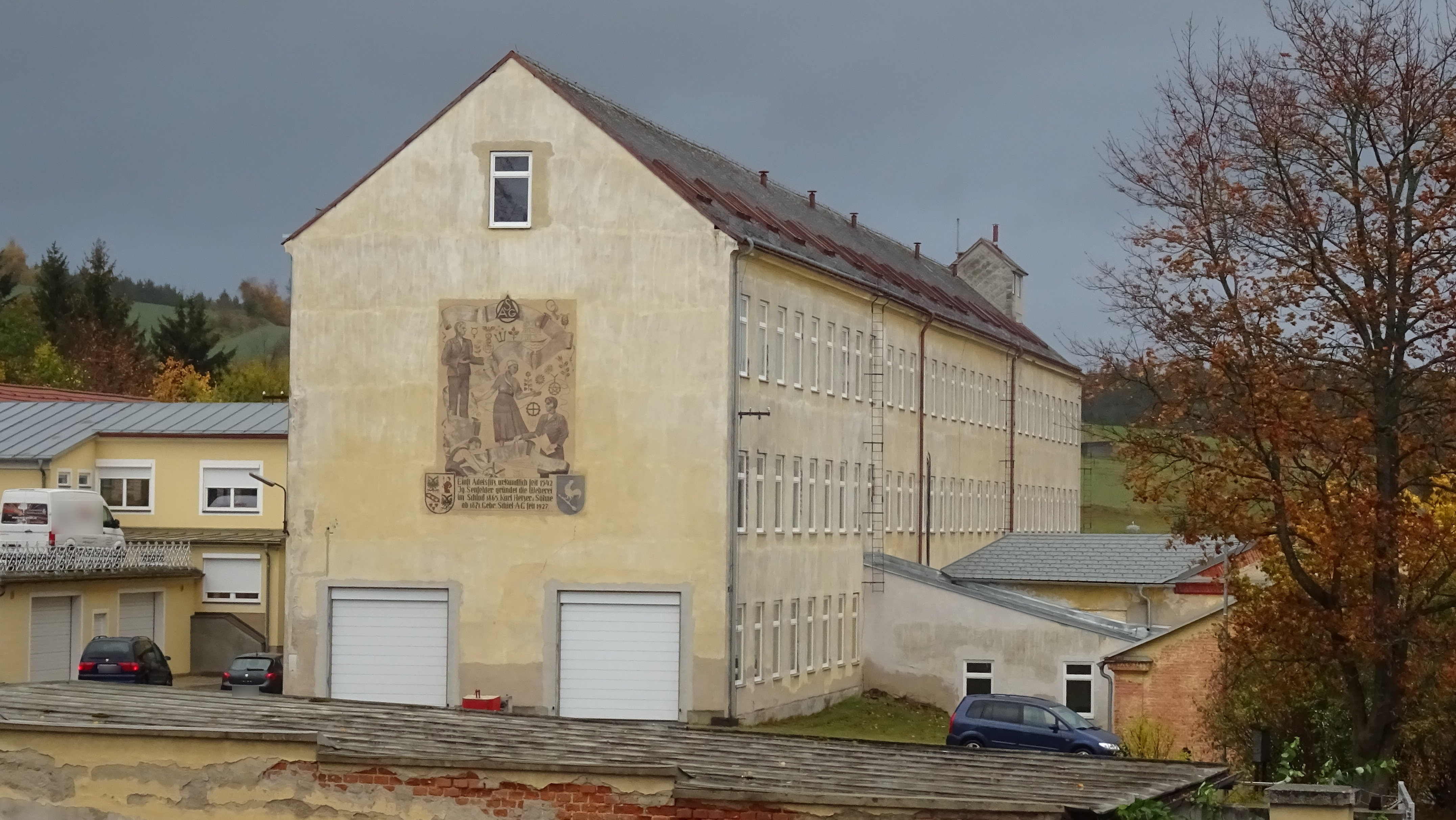
Schloss Dietmanns

Schloss Dietmanns ist ein Schloss in der Gemeinde Dietmanns in Niederösterreich.

## Lage
Das Schloss befindet sich am westlichen Ende von Alt-Dietmanns und grenzt heute unmittelbar an Neu-Dietmanns. Es liegt auf einer ebenen Landfläche nahe der Hauptstraße nach Groß-Siegharts.

## Geschichte
Das Schloss wurde 1542 von Wolfgang Lunzer errichtet und 1755 durch Heinrich Städter von Adelsheim barock umgestaltet. Seit 1865 gehört es zur unmittelbar östlich davon errichteten Seiden- und Samtbänderfabrik.

## Beschreibung
Es besteht aus einem einstöckigen, mit der Schaufront nach Süden gerichteten schmalen rechteckigen Hauptgebäude, das nach Süden einen breiten nur leicht vorrückenden Mittelrisalit aufweist. Nach Süden weist das Walmdach drei breite Gauben mit gedecktem Dreiecksgiebel auf, nach Norden springt nur ein schmaler Vorbau heraus, der als Risalit angesprochen werden kann.
Die dahinter liegende Nebengebäude gruppieren sich um einen Hof, der ursprünglich vom Norden her zu befahren war. Die Gebäude stammen großteils aus dem 16. Jahrhundert.